# フリードリヒ・ヴィルヘルム・ツー・メクレンブルク

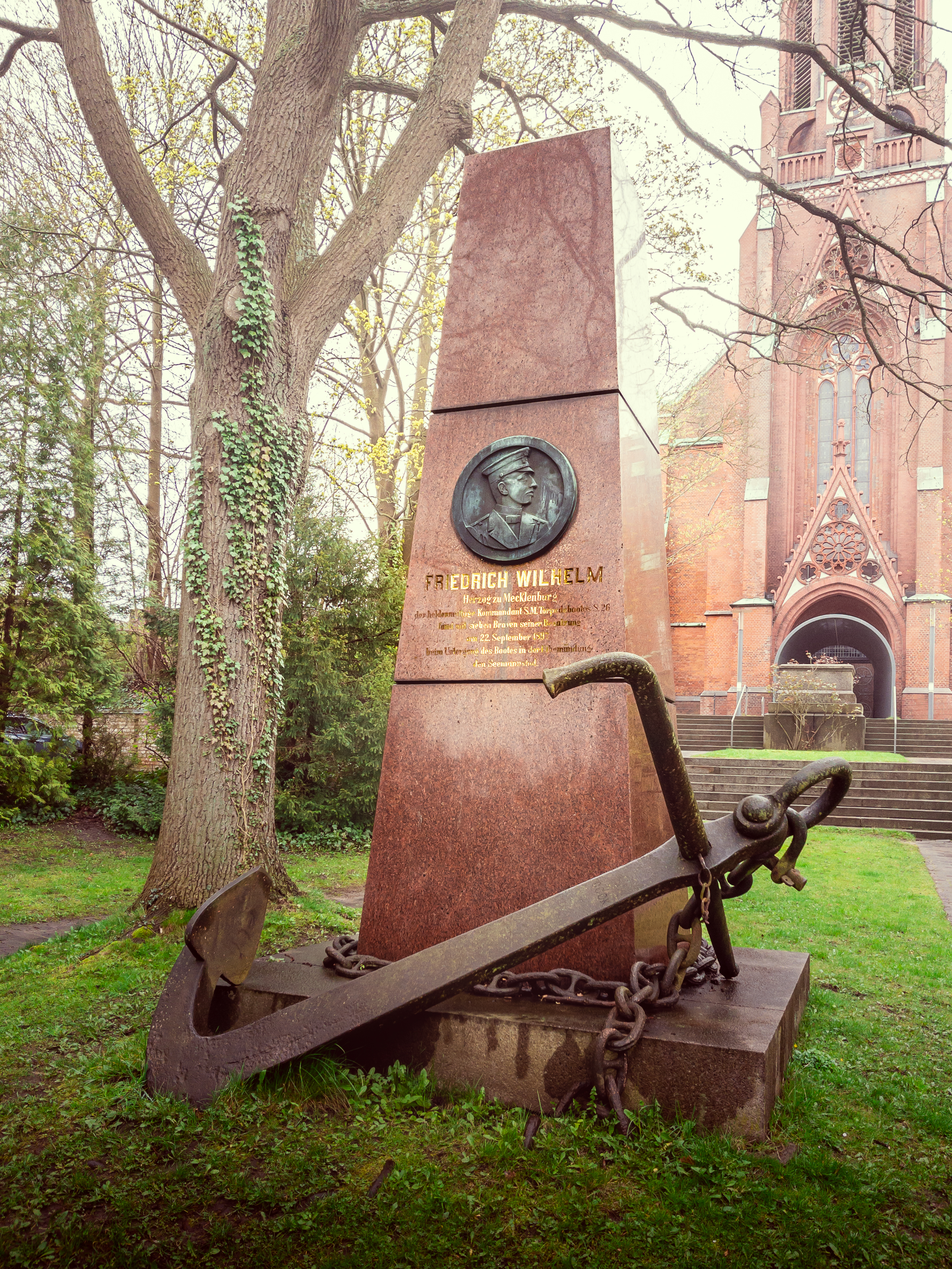
キールのフリードリヒ・ヴィルヘルム記念像

フリードリヒ・ヴィルヘルム・アドルフ・ギュンター・ツー・メクレンブルク（Friedrich Wilhelm Adolf Günther Herzog zu Mecklenburg [-Schwerin], 1871年4月5日 - 1897年9月22日）は、ドイツの諸侯家門メクレンブルク家の一員で、ドイツ帝国の海軍軍人。

## 生涯
メクレンブルク＝シュヴェリーン大公フリードリヒ・フランツ2世とその3番目の妻であるシュヴァルツブルク＝ルードルシュタット侯女マリーの間の第2子、長男として生まれた。父にとっては6番目の息子である。海軍軍人としての道を歩むことを期待され、ドレスデンのヴィツトゥム中等教育学校（Vitzthum-Gymnasium Dresden）に通った後、1888年に海軍士官学校生となった。
海軍少尉（Leutnant zur See）に任官した後、S-26型ボートの魚雷艇の乗組員となった。このボートは1897年9月22日朝の嵐の際、クスハーフェン港で停泊中に転覆事故を起こし、フリードリヒ・ヴィルヘルムは他の6人の乗組員たちとともに事故の犠牲者となった。
同じ1897年4月に腹違いの長兄であるフリードリヒ・フランツ3世大公が謎の死を遂げており、そのわずか半年後の事故だったこともあって、フリードリヒ・ヴィルヘルムの早世は深く悼まれた。キールでは、当時の海軍駐屯地だったパウルス教会（Pauluskirche am Niemannsweg）にメクレンブルク出身の彫刻家ルートヴィヒ・ブルノー（Ludwig Brunow）の手になるフリードリヒ・ヴィルヘルムの記念碑が設置された。
また実家のメクレンブルクでも、1899年にシュヴェリーン湖の畔にあるレピン城址（Reppiner Burg）の中に、迷子石を彫って造られたフリードリヒ・ヴィルヘルムの記念碑が置かれた。1907年、公共団体がレピン城址を整備して城跡公園を完成させた時、この公園には「ある未完の生涯に捧げられた、未完の城塞（eine unvollendete Burg für ein unvollendetes Leben）」という標語が掲げられた。